# Terpinc
Terpinc je priimek več znanih Slovencev:
- Fidelis Terpinc (1799—1875), gospodarstvenik, politik in mecen